# Système de défense aéroporté

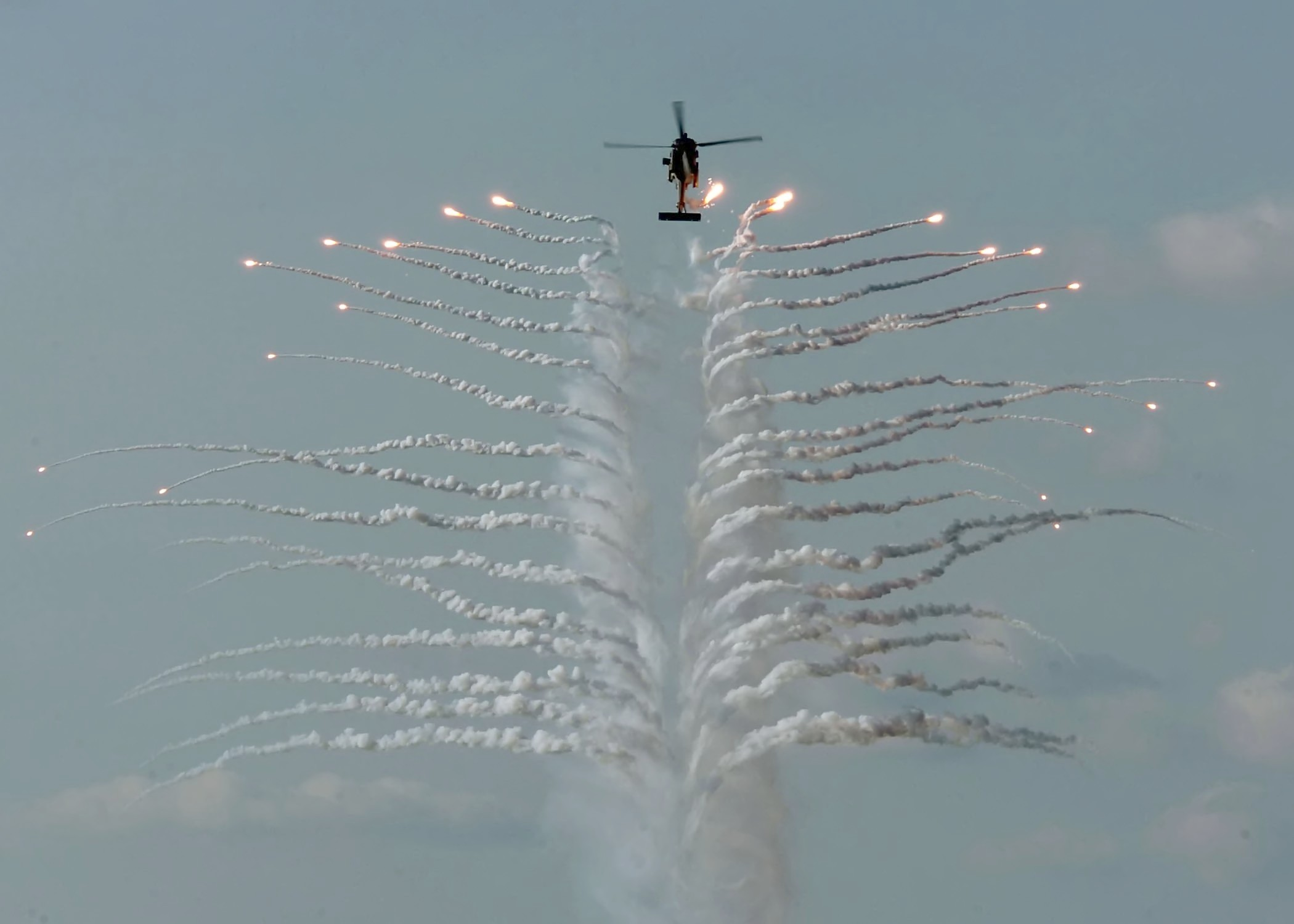
HH-60H

Un système de défense aeroporté est un système d'avion militaire qui le défend contre les attaques de missiles sol-air, de missiles air-air et d'artillerie anti-aérienne guidée. Un SDA comprend généralement des paillettes, des fusées éclairantes et des contre-mesures électroniques combinées à des récepteurs d'alerte radar pour détecter les menaces. Sur certains avions modernes (Lockheed Martin F-35 Lightning II), l'ensemble du système est intégré et contrôlé par ordinateur, permettant à un avion de détecter, de classer et d'agir de manière autonome de manière optimale contre une menace potentielle pour sa sécurité.